# Georgskirche (Gumpelstadt)

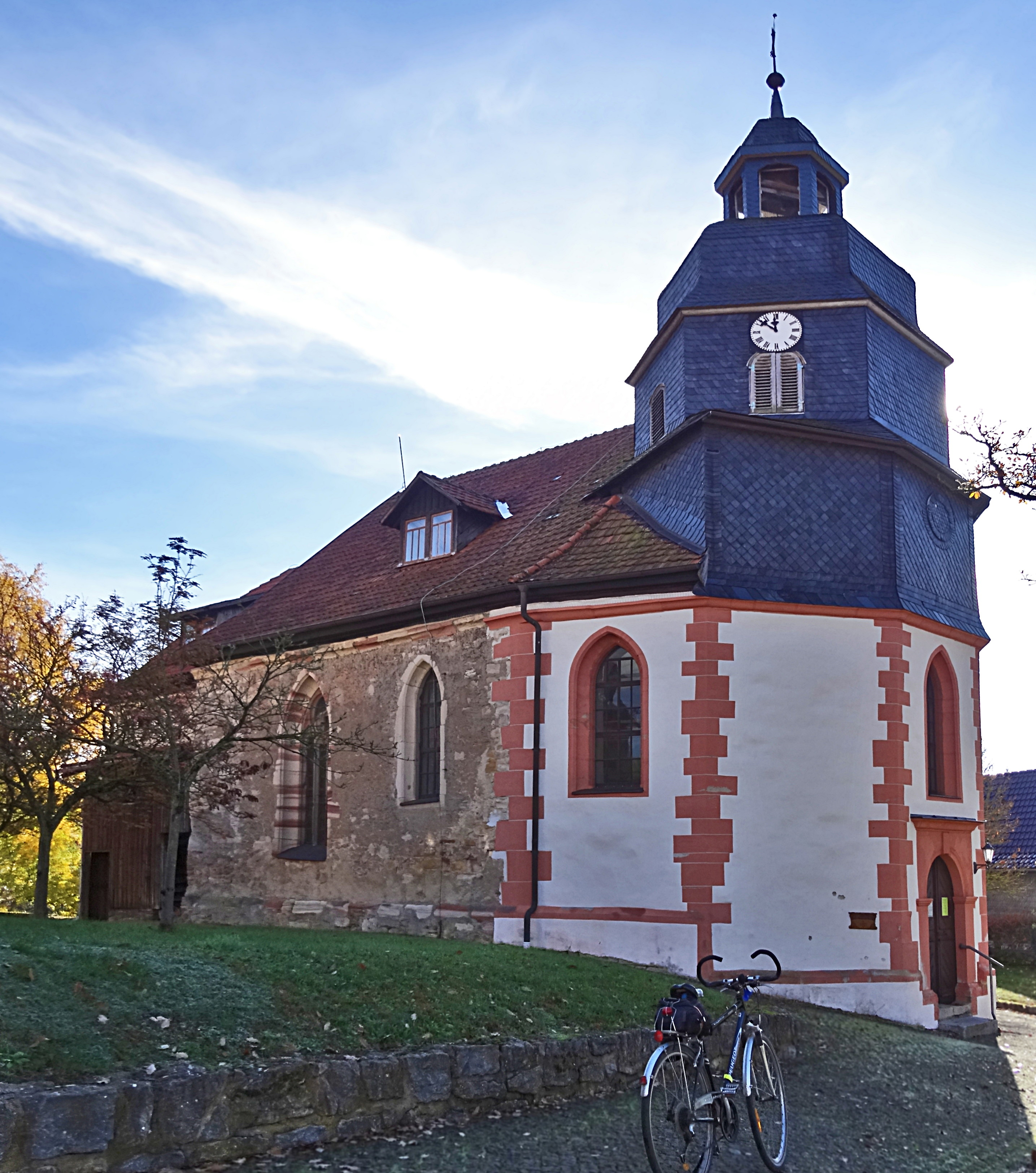
Georgskirche

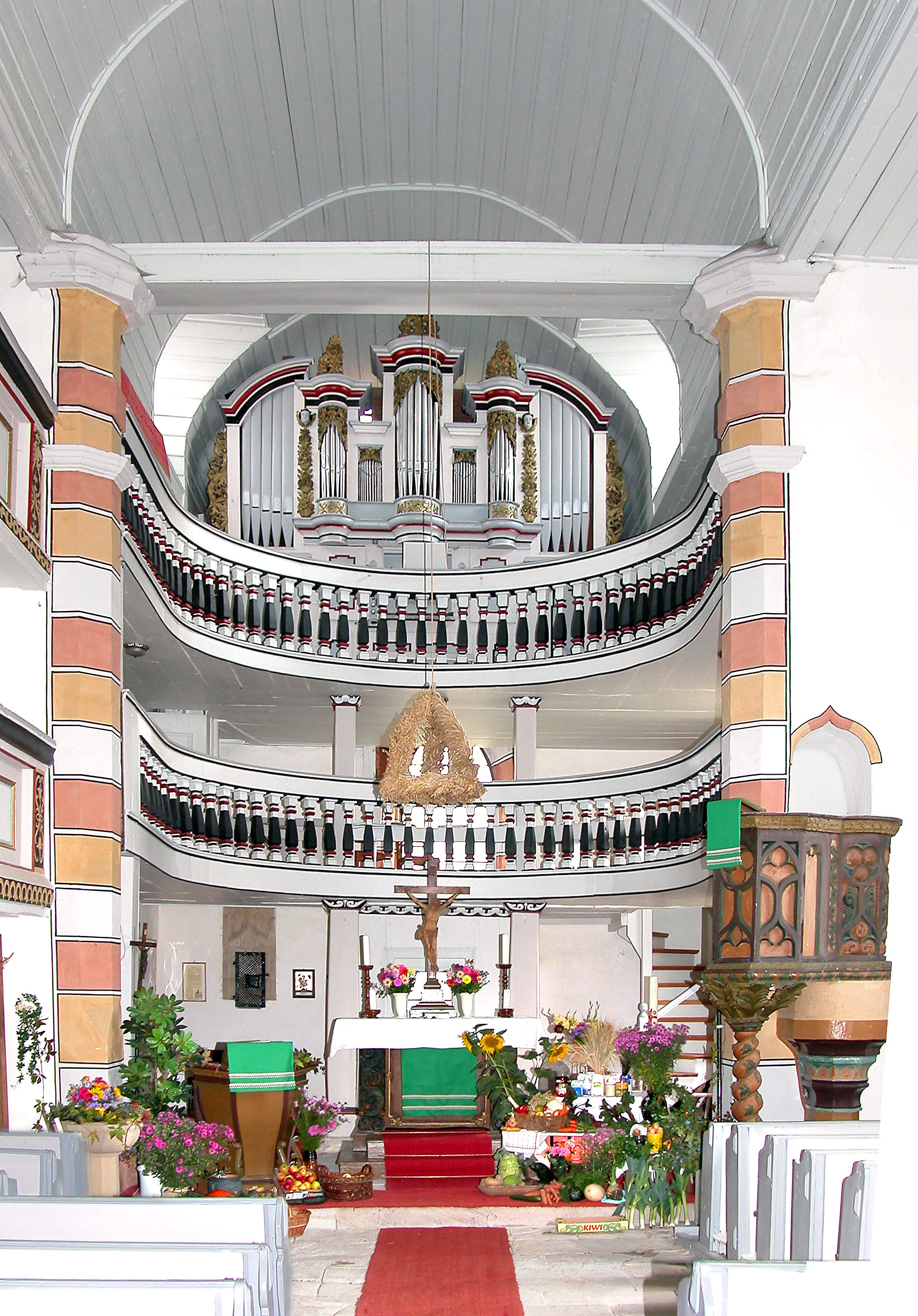
Innenansicht

Die evangelisch-lutherische Georgskirche steht in der Hauptstraße von Gumpelstadt, einem Ortsteil der Kreisstadt Bad Salzungen im Wartburgkreis in Thüringen. Die Georgskirche gehört zur Kirchengemeinde Gumpelstadt des Pfarrbereichs Bad Liebenstein im Kirchenkreis Bad Salzungen-Dermbach der Evangelischen Kirche in Mitteldeutschland.

## Beschreibung
Die um 1500 aus Bruchsteinen gebaute Saalkirche wurde 1536 erweitert, erkennbar am anders profilierten Traufgesims im Westen. Der eingezogene Chor ist gerade geschlossen. Die Westseite ist polygonal gestaltet. Dort befindet sich der massive Chorturm mit einem zusätzlichen sechseckigen Geschoss aus verschiefertem Fachwerk und welscher Haube mit Turmkugel und Wetterfahne aus dem Jahr 1998. Das Erdgeschoss des Turms ist weiß verputzt, die Seitenkanten sind in rotem Sandstein gehalten. Im Turm befindet sich auch das rundbogige Portal. Die spitzbogigen Fenster sind breit gekehlt, Maßwerk ist nur an der Turmnordseite erhalten. Das Südportal hat eine Überstabung. Die Kirche wurde 1839 renoviert. Das Kirchenschiff ist mit einem Tonnengewölbe überspannt. Der Innenraum wurde 1992 bis 1994 neu gefasst. Er hat umlaufende doppelte Emporen. Im Langhaus tragen die reliefierten Pfosten der Brüstungen der Emporen die Jahreszahl 1666. Der Chor ist durch breite Pfeiler mit bunter Kantenquaderung und waagrechtem Zugbalken mit kapitellartigen Kämpfern vom Langhaus abgetrennt. Im Chor befindet sich ein Sakramentshaus mit einem Relief der Kreuzigung, das um 1500 entstanden ist. Die hölzernen Pfeiler des Altars und der Opferstock aus dem 17. Jahrhundert tragen die gleichen geschnitzten Ornamente. Die steinerne Kanzel wurde mit Maßwerk und gedrehter Säule polygonal erweitert. Der Orgelprospekt ist mit vergoldeten Akanthus, Blumen und Bandelwerk geschmückt.